# Direction régionale des Affaires culturelles
En France, une direction régionale des Affaires culturelles (DRAC) (dans les départements d'outre-mer une direction des Affaires culturelles, ou DAC), est un service déconcentré du ministère de la Culture dans chaque région française.

## Origine
André Malraux crée dans chaque région un Comité régional des Affaires culturelles (CRAC) par la circulaire du 23 février 1963. Il comprend un responsable de chaque champ d'action du ministère : architecture et archéologie, archives, cinéma, création artistique, enseignement artistique, musées, théâtre et musique, action culturelle. Leur rôle est alors la coordination au niveau local de la politique nationale.
En 1968, Malraux charge Claude Charpentier de réfléchir à la constitution de directions régionales[réf. nécessaire]. Sa mission aboutit à la création de cinq DRAC expérimentales à partir de 1969, en Île-de-France, Rhône-Alpes, Alsace, Provence-Alpes-Côte d'Azur et Corse. Jacques Duhamel et Jacques Rigaud entérinent leur généralisation, effective sous Françoise Giroud, en 1977.
En 2010, les DRAC fusionnent avec les services départementaux de l'architecture et du patrimoine. Elles sont régies par le décret no 2010-633 du 8 juin 2010. Dans les départements et régions d'outre-mer, ces services prennent le nom de « Direction des Affaires culturelles ».

## Organisation
Les DRAC sont placées sous l'autorité des préfets de région et, pour certaines attributions des préfets de département. Elles sont chargées de la mise en œuvre, au niveau régional, des priorités définies préalablement par le ministère de la culture et communication. Elles exercent aussi une fonction d'expertise et de conseil auprès des diverses collectivités territoriales et des partenaires culturels locaux. Leurs missions couvrent tous les secteurs d'activité du ministère : lecture, musique, arts plastiques, danse, théâtre, cinéma et audiovisuel, culture scientifique et technique, musées, archives et patrimoine. Elles sont de ce fait les représentants en région de tous les services du ministère.
Au-delà de l'application des directives de l'administration centrale dans chacun de ces domaines, c'est sur elles que repose la cohérence d'une politique globale en région. Elles assurent en effet la communication et la mise en œuvre de l'ensemble des interventions du ministère en fonction des objectifs communs à tous les secteurs et indiqués comme prioritaires par le ministre, à savoir :
- L'aménagement du territoire et l'élargissement des publics ;
- L'éducation artistique et culturelle ;
- L'économie culturelle.

Pour conduire ces actions, chaque direction comprend un siège régional et des unités territoriales. Le directeur régional des affaires culturelles est entouré d'une équipe aux compétences scientifiques, techniques, artistiques et administratives, très diversifiées. Cette équipe comprend notamment des conseillers thématiques pour les différents champs d'action du ministère, comme le conseiller pour le livre et la lecture, ou encore le conseiller pour les musées. Chaque direction régionale dispose d'un centre d'information et de documentation ouvert au public.
Chaque direction comprend, entre autres, les services suivants : 
- Conservation régionale des monuments historiques (CRMH) : chargé de la protection juridique des monuments historiques ;
- unités départementales de l'architecture et du patrimoine (UDAP) (architectes des bâtiments de France) : services chargés dans chaque département du contrôle scientifique et technique sur le terrain des Monuments historiques, des abords des monuments historiques, des sites et de la promotion de l'architecture et du patrimoine ;
- Service régional de l'archéologie (SRA) : chargé du contrôle des sites archéologiques et des fouilles préventives ;
- Pôle Création-Diffusion : contribuant à encourager la création artistique (théâtre, musique, danse, arts plastiques) et l'économie des industries culturelles (cinéma-audiovisuel, livre et lecture) et regroupant les conseillers responsables de ces secteurs.

Le Service régional de l'inventaire, chargé de l'inventaire général du patrimoine culturel est, quant à lui, placé sous la responsabilité de la région, depuis le 1er janvier 2007, en application de la loi no 2004-809 du 13 août 2004.
Les sièges des différentes DRAC se situent pour la majorité dans les mêmes villes qui accueillent la préfecture de région, à l'exception notable de la Normandie (Rouen est la préfecture mais le siège de la DRAC de Normandie est à Caen) et de la région Occitanie (Toulouse est la préfecture mais le siège de la DRAC occitane est scindée en deux, une partie à Toulouse et l'autre à Montpellier).

## Rôle controversé des DRAC
Grâce à un appareil administratif performant[réf. nécessaire], les directives et les priorités définies par le ministère ont une forte influence sur le monde de l'art : promotion d'artistes, subventions, résidences, commandes publiques, 1 %, mais également sur l'éducation artistique et le mécénat. Cet engagement de l'État, son rôle actif et influent, est perçu par de nombreux artistes comme une intrusion très partiale dans le monde de l'art, domaine de création et de liberté, et constitue un sujet de controverse autour du concept d'« art officiel ».
Selon Jean-Michel Lucas, universitaire ayant occupé des fonctions de responsabilité dans l’administration culturelle (Drac et conseiller de Jack Lang) : « La qualification d'objets culturels de qualité et, encore plus d'objets d'art, ne tombe pas du ciel ; elle résulte du choix de certaines personnes (et pas d'autres) sélectionnées par le décideur public selon des procédures qui ne doivent pas grand-chose à la délibération publique démocratique. »
Le rôle et les missions des DRAC, tels que le ministère les définit :
- En faveur des arts plastiques : en liaison avec la délégation aux arts plastiques, les directions régionales des affaires culturelles interviennent dans le domaine de l'art contemporain : peinture, sculpture, photographie, audiovisuel, nouvelles technologies, arts décoratifs et création industrielle, bande dessinée, mode, graphisme... Leur mission est triple : l'aide à la diffusion, le soutien à la création et à la formation. Elles apportent les conseils et les informations nécessaires aux créateurs pour faciliter leurs conditions de travail et leur insertion sociale et économique, instruisent les demandes de subventions, suivent l'activité des centres d'art et du Fonds régional d'art contemporain (FRAC) ainsi que la promotion de ces structures. Elles proposent et soutiennent des projets en région, favorisent la coopération entre ces différents acteurs afin de créer un réseau vivant d'institutions et d'événements destinés à promouvoir la création contemporaine. Elles assurent le suivi des dossiers relatifs à l'enseignement des arts et à la formation dans ce domaine, ainsi que les opérations de commande publique et du 1 % artistique et les programmes d'investissement pour la création d'ateliers d'artistes.
- En faveur de l'éducation : les directions régionales des affaires culturelles attribuent des aides annuelles en fonctionnement aux écoles d'arts plastiques, après avis des inspections pédagogiques concernées. Elles conduisent de nombreuses actions en liaison avec les rectorats et les autres services de l'État pour promouvoir l'éducation artistique et culturelle en milieu scolaire et universitaire, et dans les autres lieux d'accueil des enfants et des jeunes (crèches, centres de loisirs, etc.), qu'il s'agisse de la connaissance du patrimoine, de l'initiation aux langages artistiques ou de l'approche de la création contemporaine. Les directions régionales des affaires culturelles soutiennent également le développement du mécénat culturel.

Les DRAC ont joué, depuis leur création en 1977, un rôle essentiel afin de mieux assurer la présence de la politique culturelle de l'État sur l'ensemble du territoire national.[réf. nécessaire] Elles ont également participé à sensibiliser les collectivités locales et joué un rôle d'expertise et de conseil auprès des élus et des acteurs culturels.

## Sièges des DRAC
- Auvergne-Rhône-Alpes : Lyon ;
- Bourgogne-Franche-Comté : Dijon ;
- Bretagne : Rennes ;
- Centre-Val de Loire : Orléans ;
- Corse : Ajaccio ;
- Grand Est : Strasbourg ;
- Hauts-de-France : Lille ;
- Île-de-France : Paris ;
- Normandie : Caen ;
- Nouvelle-Aquitaine : Bordeaux ;
- Occitanie : Montpellier et Toulouse ;
- Pays de la Loire : Nantes ;
- Provence-Alpes-Côte d'Azur : Aix-en-Provence ;
- Guadeloupe : Basse-Terre ;
- Guyane : Cayenne ;
- Martinique : Fort-de-France ;
- Mayotte : Mamoudzou ;
- La Réunion : Saint-Denis.

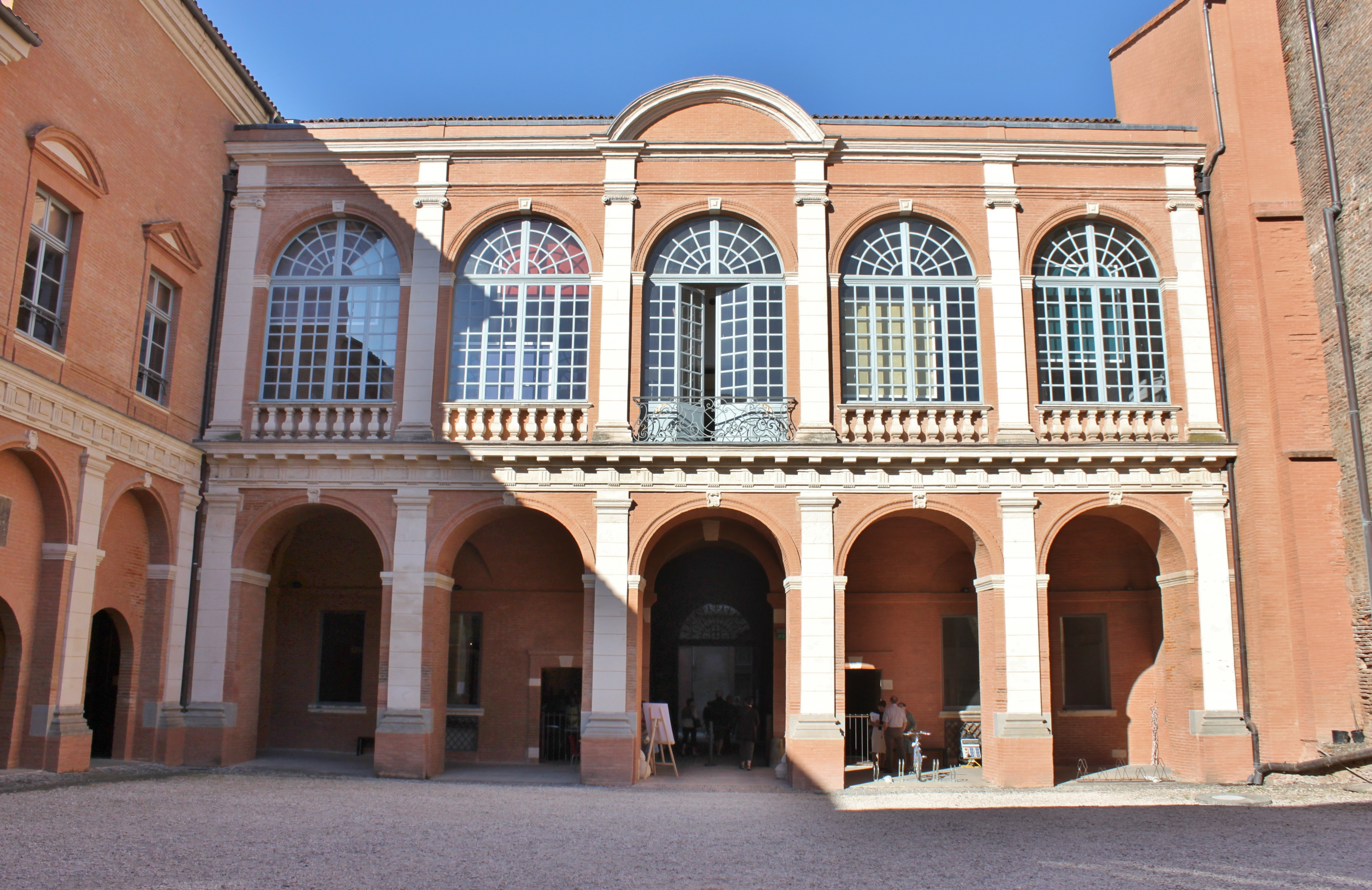
Services de la DRAC à l'hôtel Saint-Jean de Toulouse (Haute-Garonne).
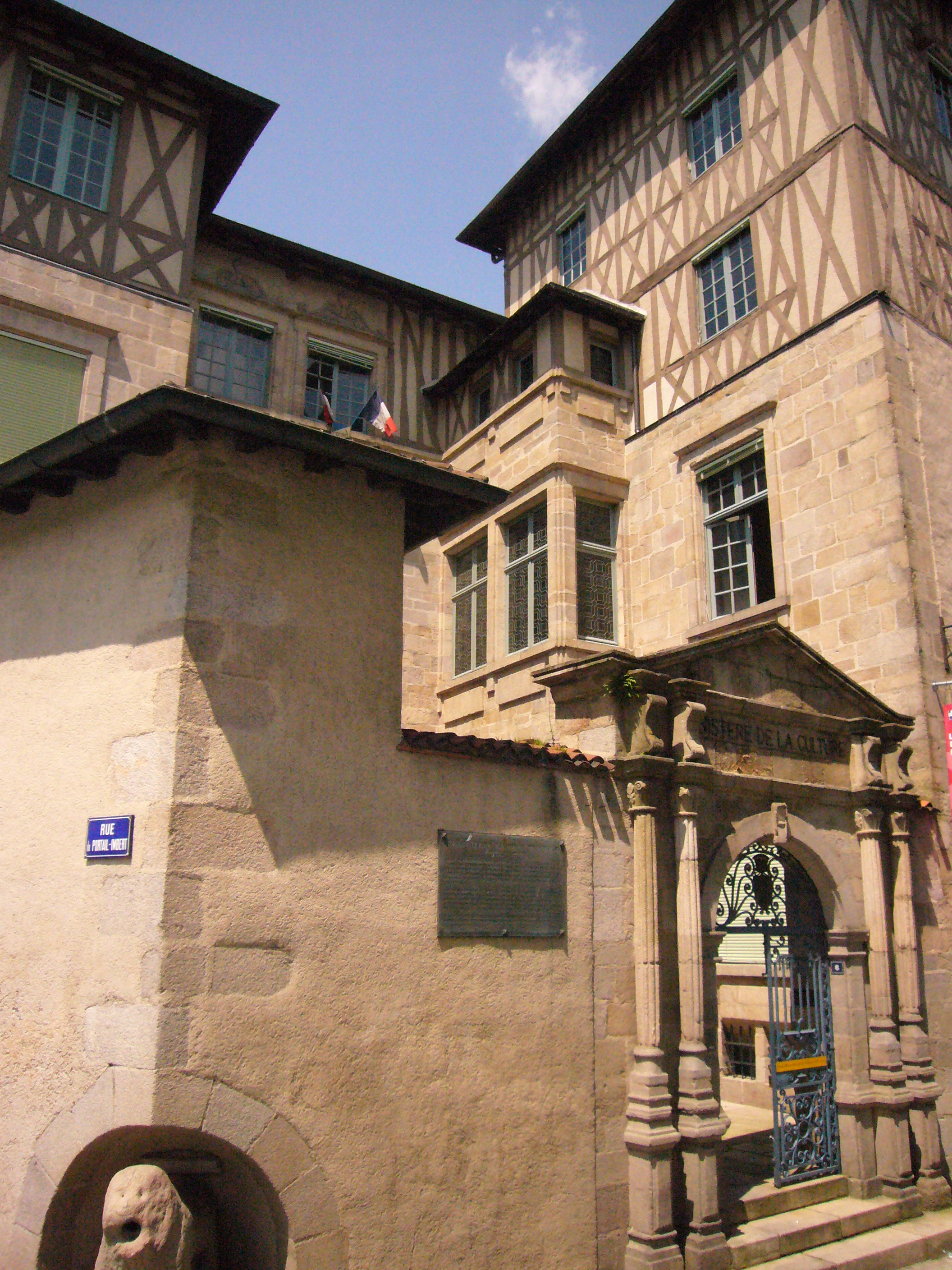
L'hôtel Maledent de Feytiat, à Limoges, siège de la DRAC du Limousin.
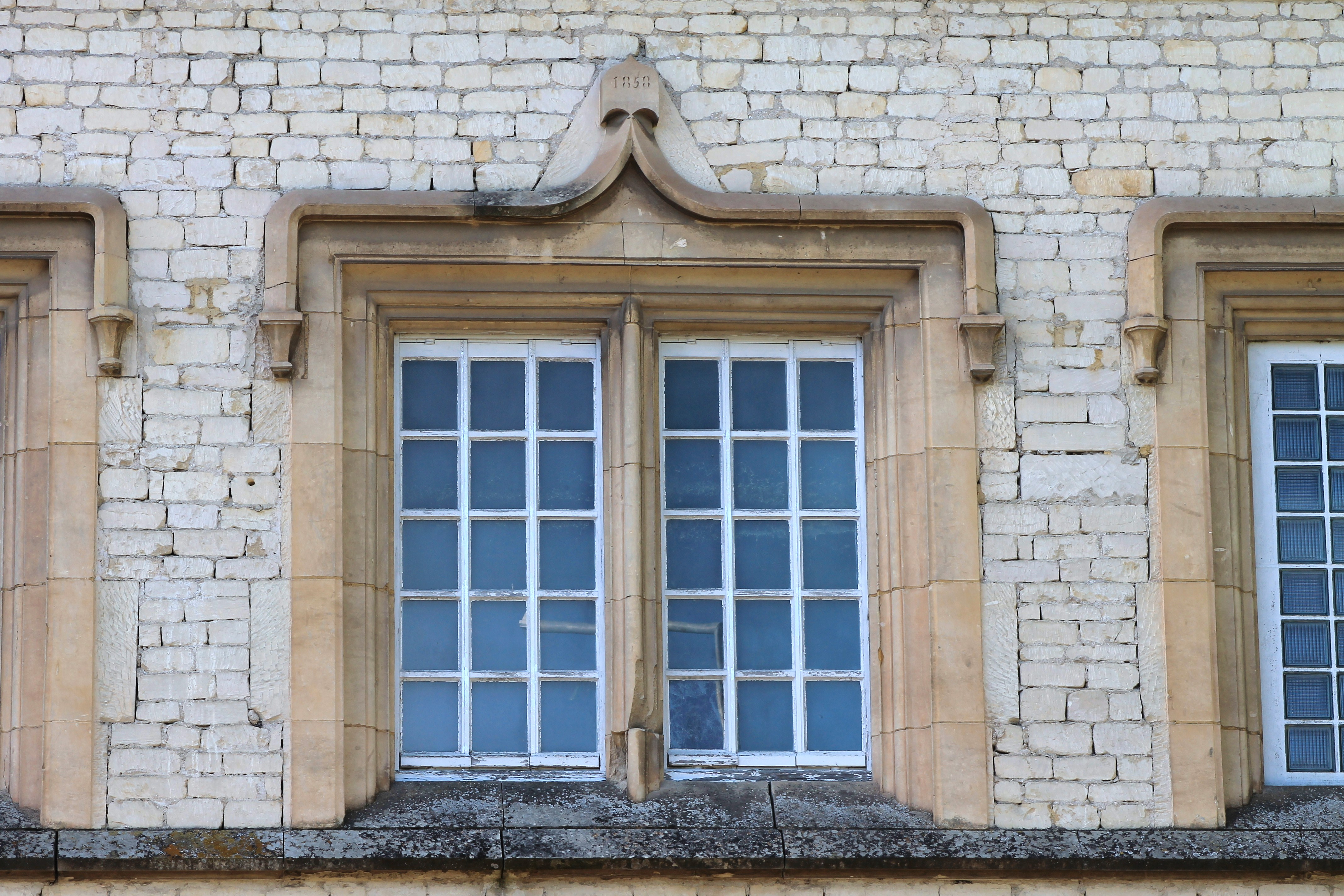
Fenêtre datée 1858 du bâtiment de la DRAC, rue Saint-Ouen à Caen (Calvados).
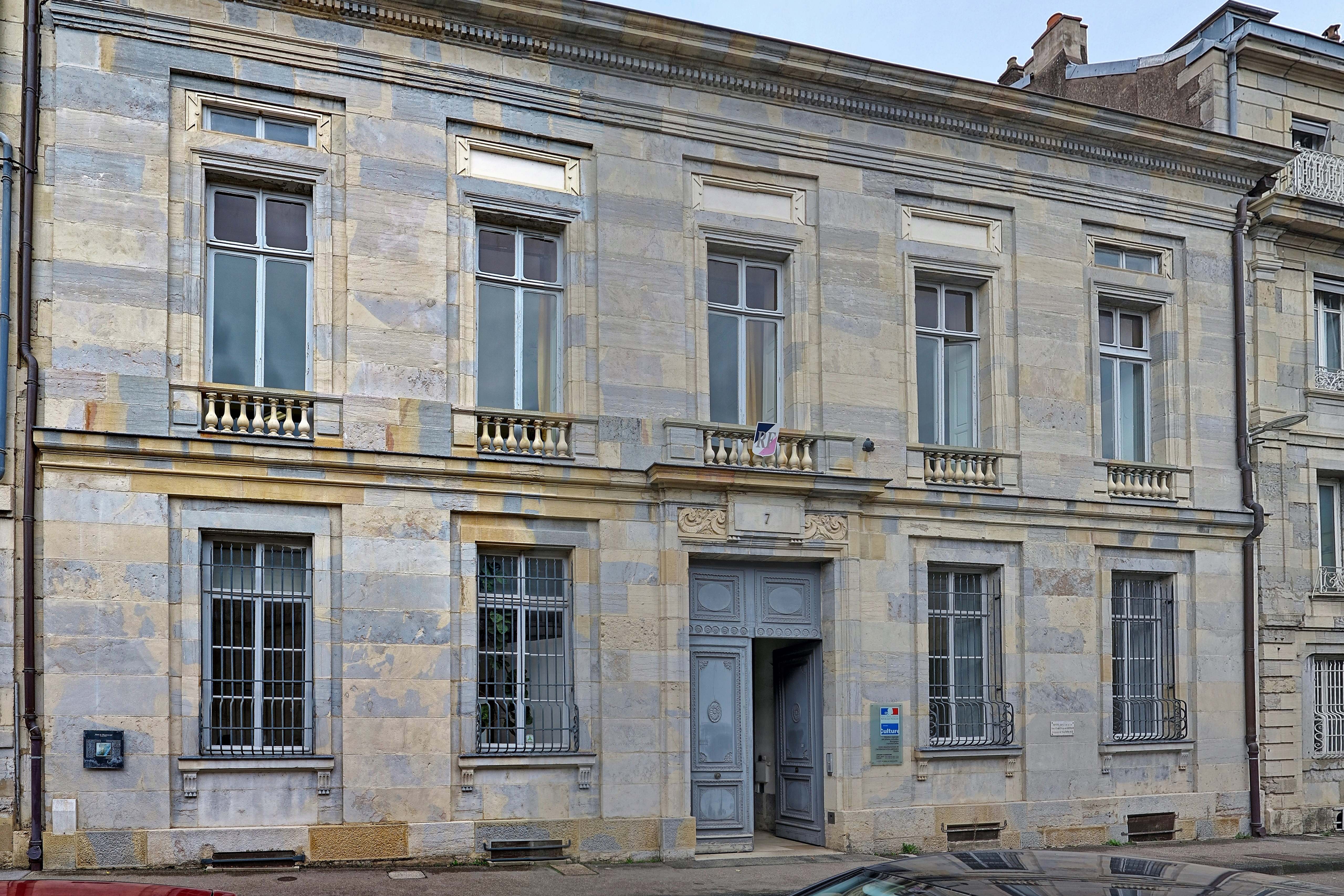
Services de la DRAC à l'hôtel de Magnoncourt de Besançon (Doubs).
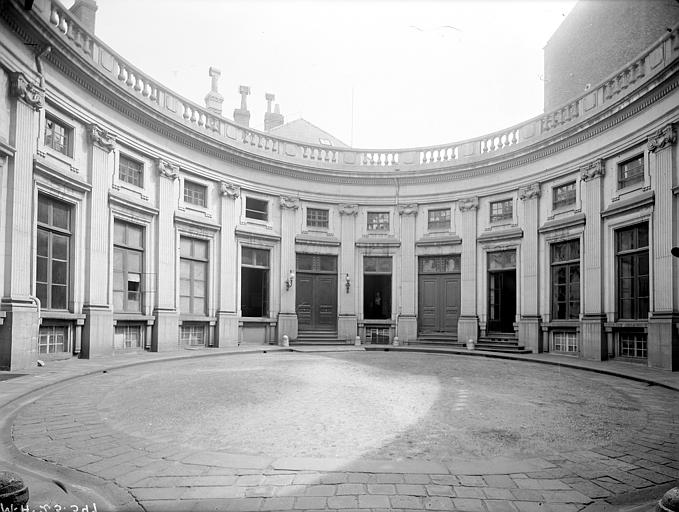
Services de la DRAC à l'hôtel de Chazerat de Clermont-Ferrand (Puy-de-Dôme).
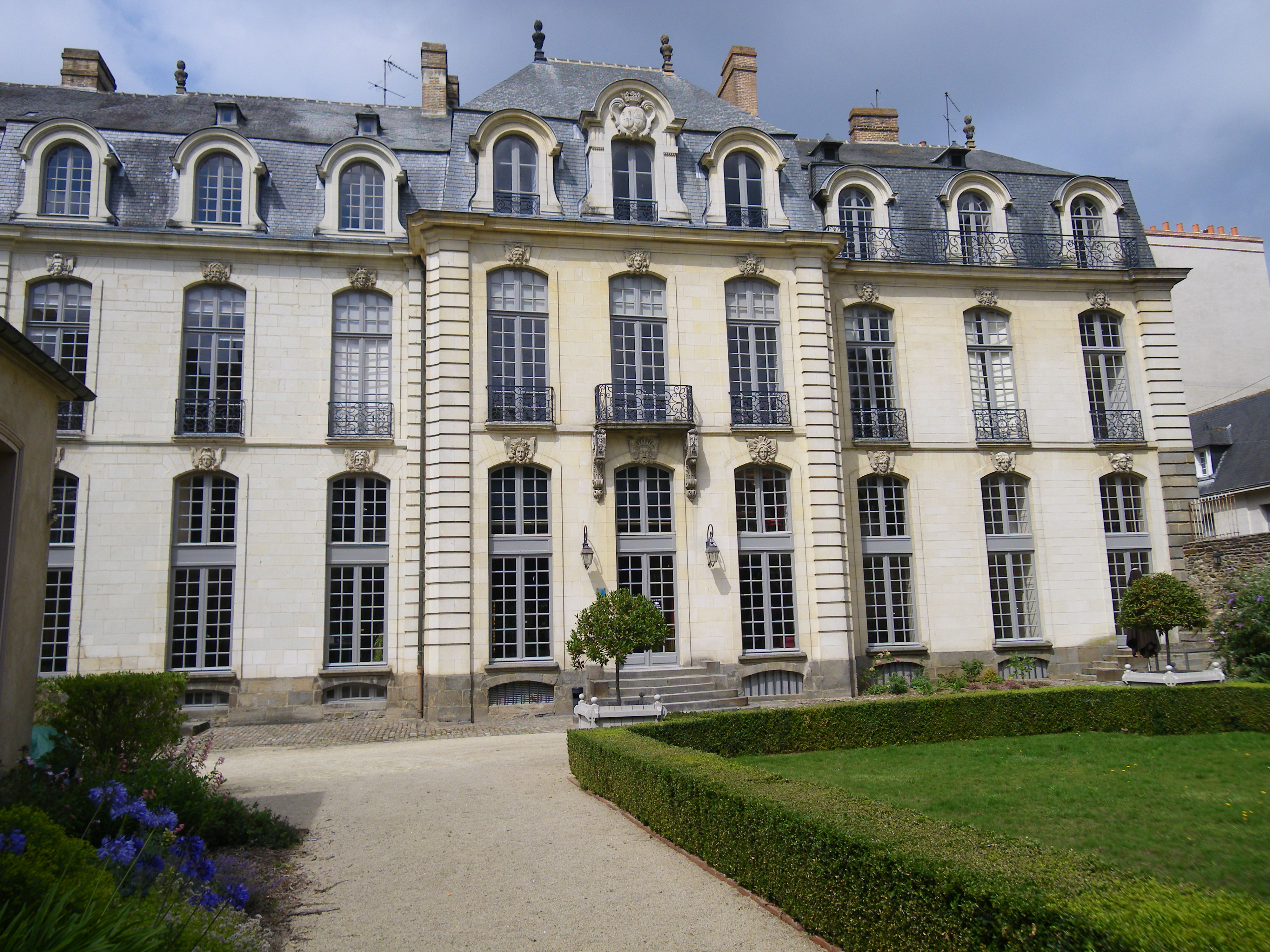
Services de la DRAC à l'hôtel de Blossac de Rennes (Ille-et-Vilaine).
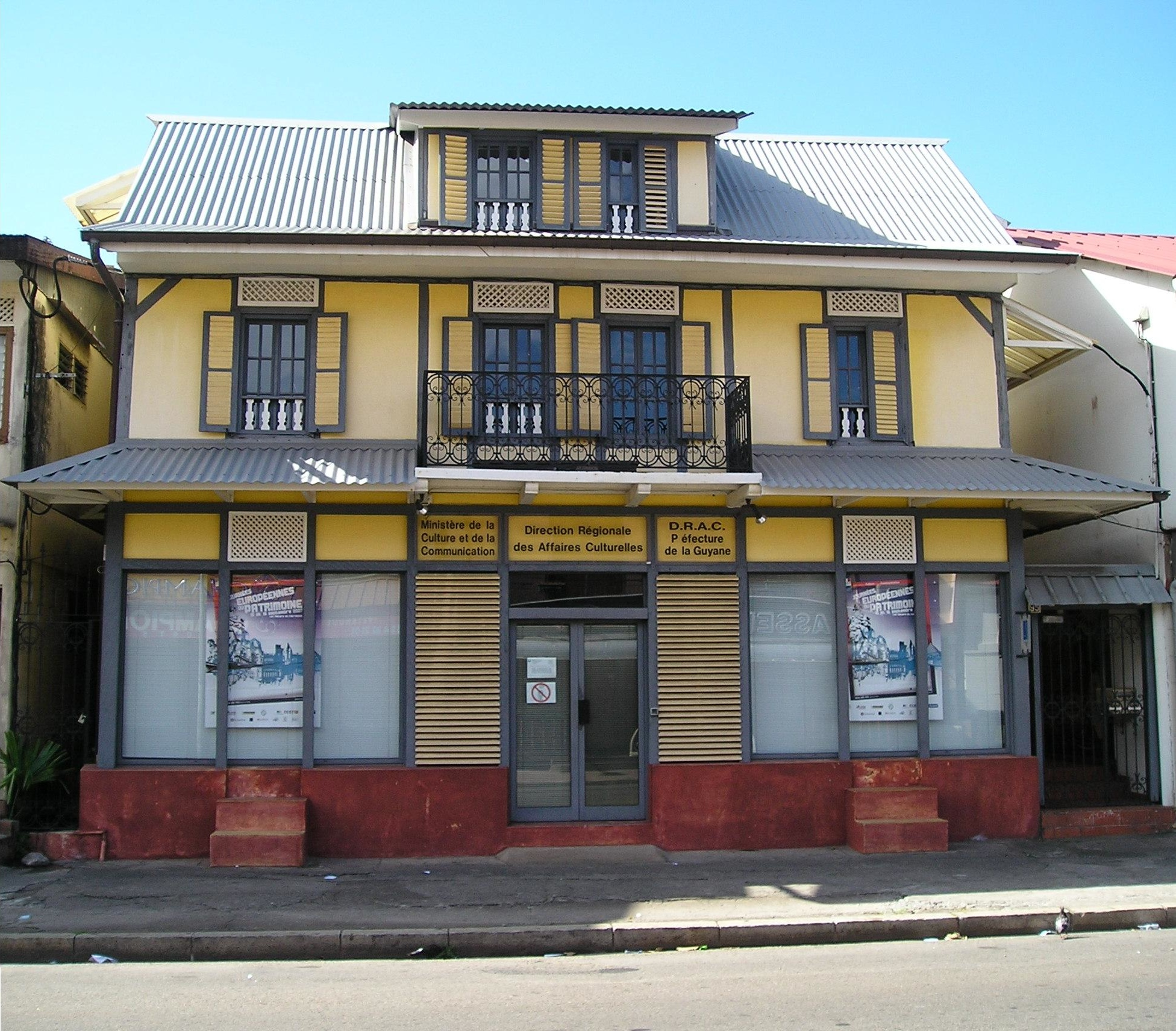
Services de la DRAC dans l'immeuble Delabergerie de Cayenne (Guyane).
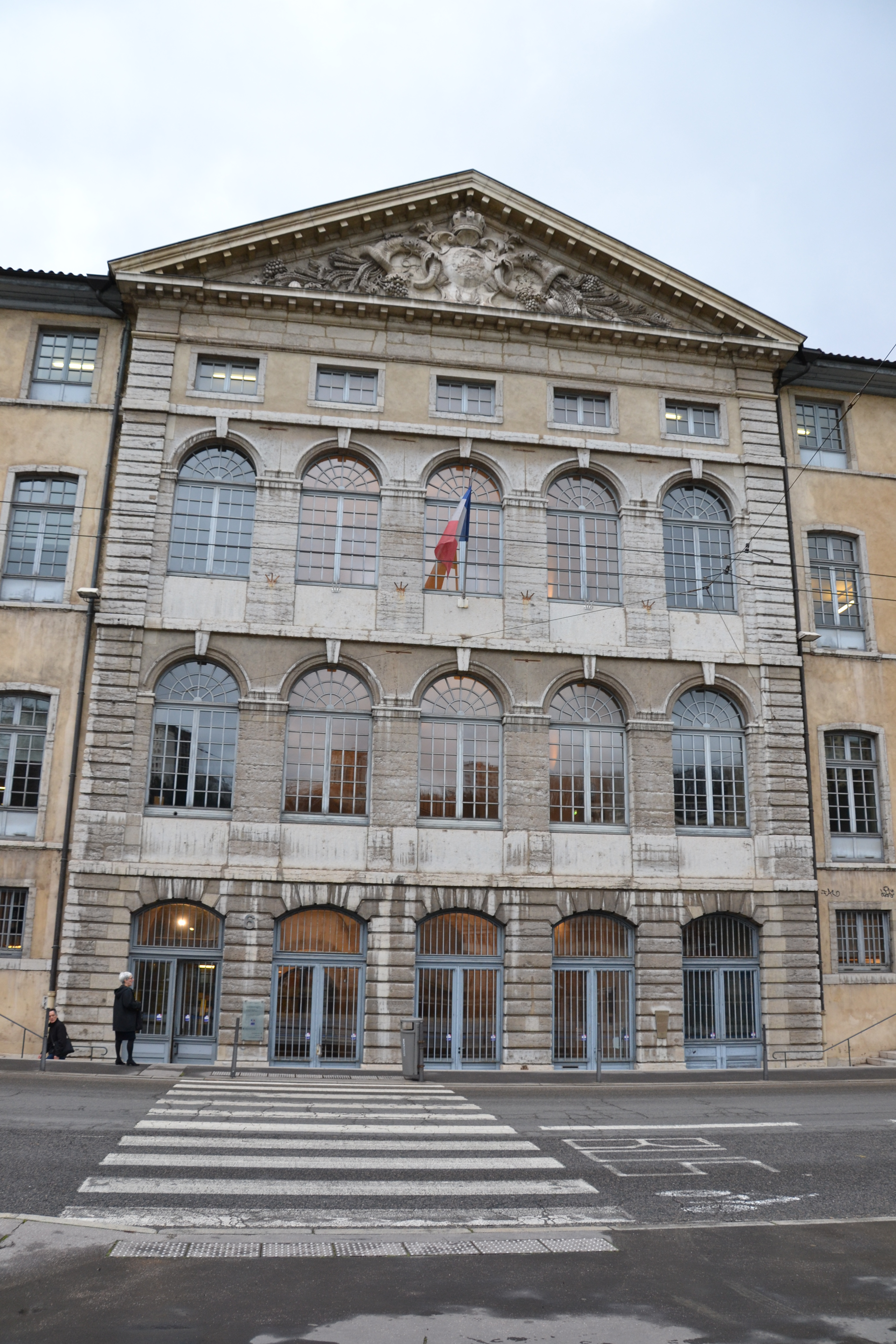
Services de la DRAC au grenier d'abondance de Lyon (Rhône).
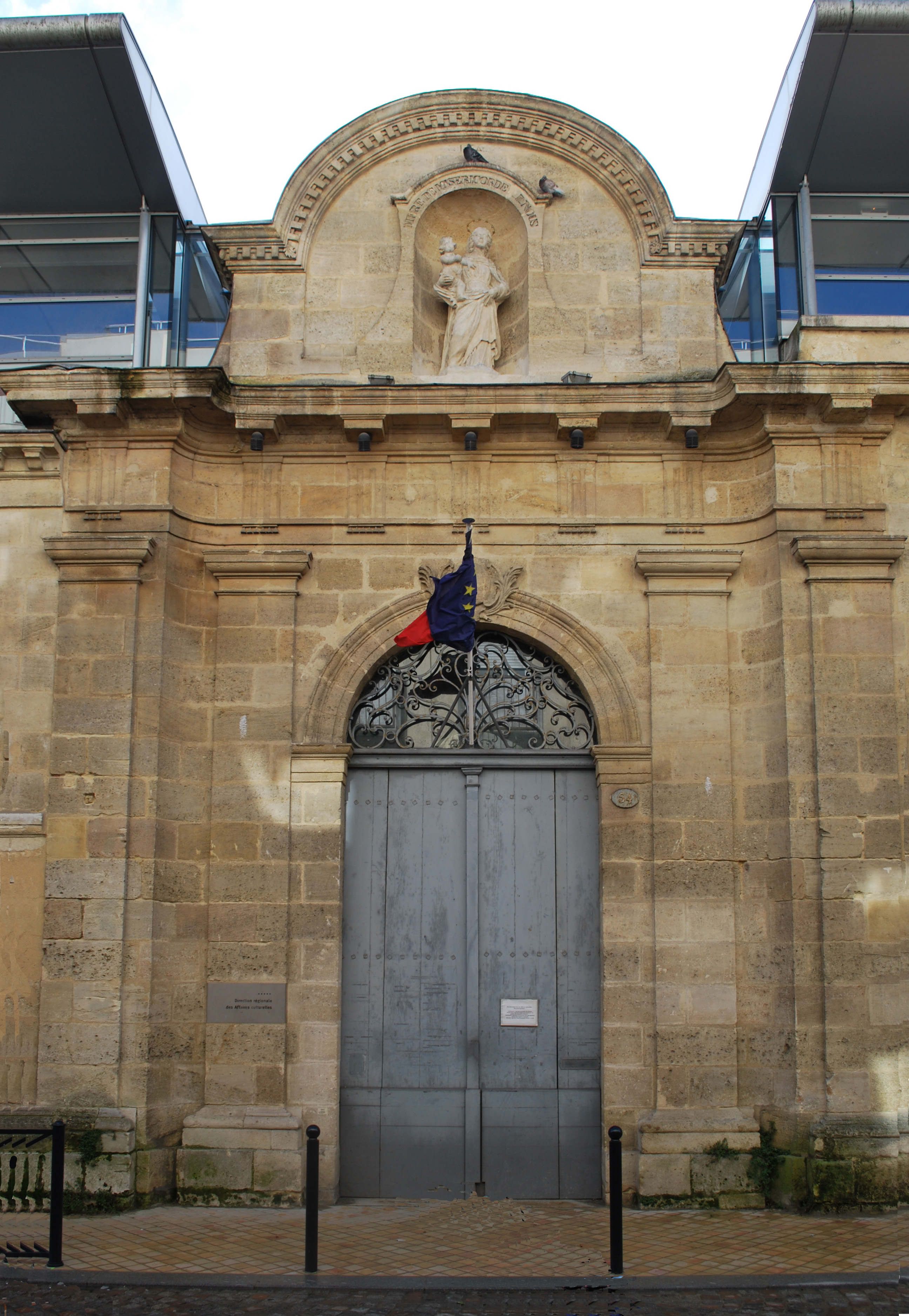
Entrée de la DRAC au couvent des Annonciades à Bordeaux (Gironde).
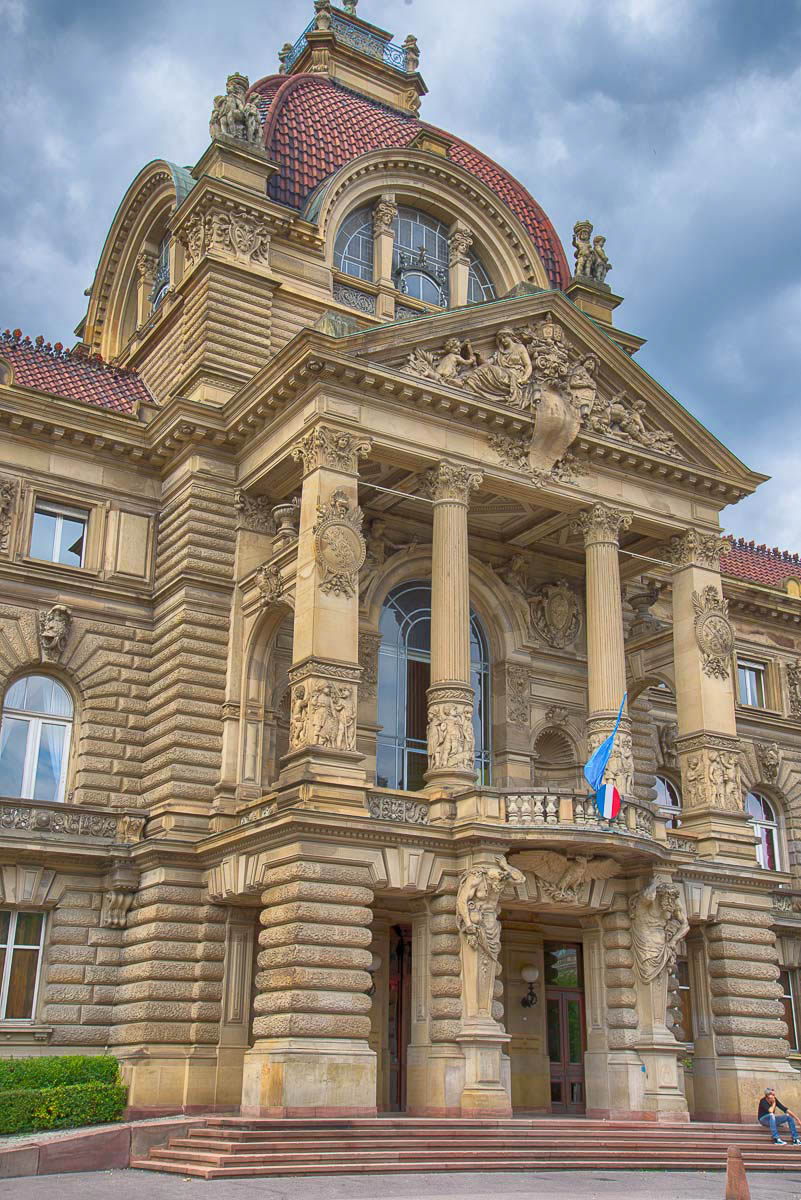
Services de la DRAC au palais du Rhin de Strasbourg (Bas-Rhin).
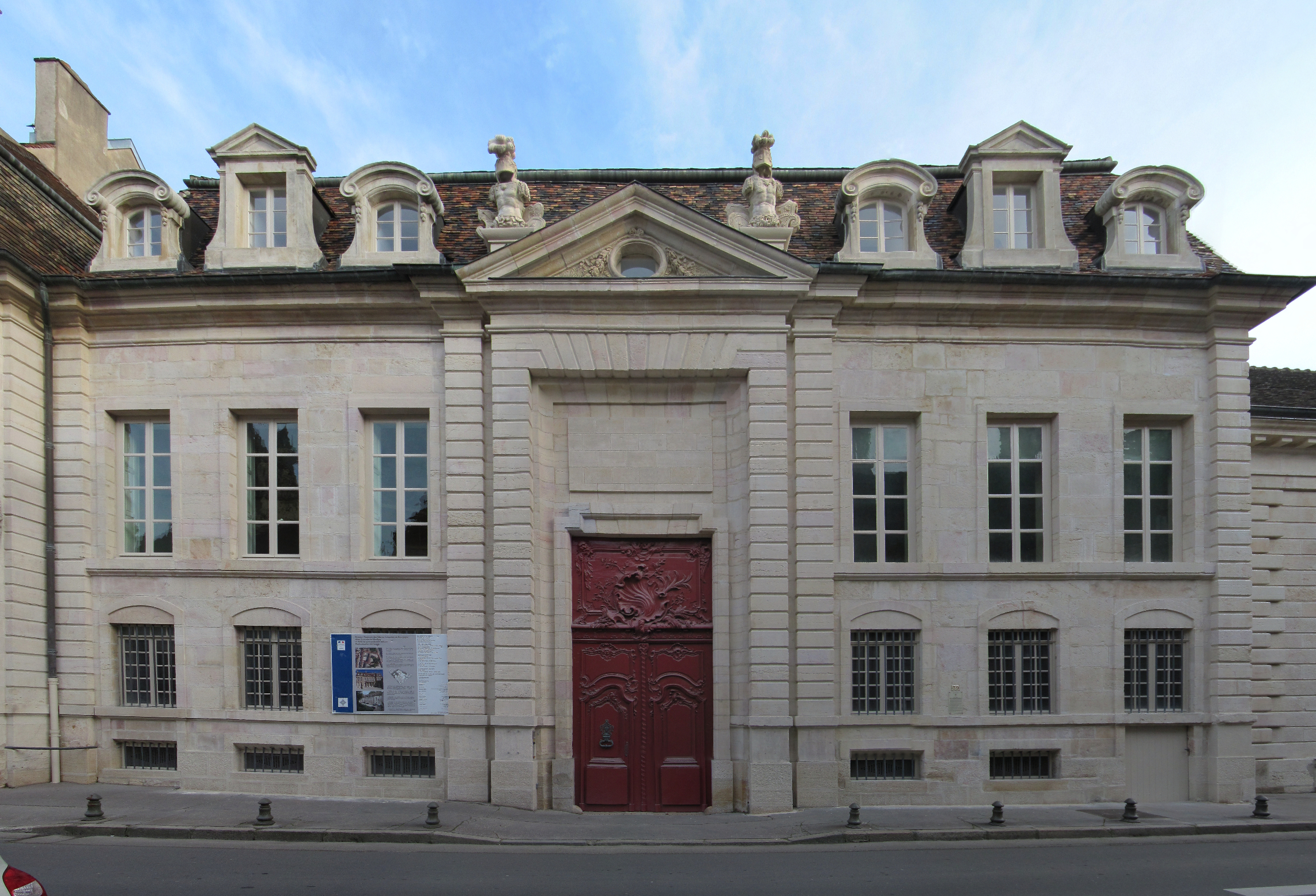
Services de la DRAC à l'hôtel Chartraire de Montigny de Dijon (Côte-d'Or).
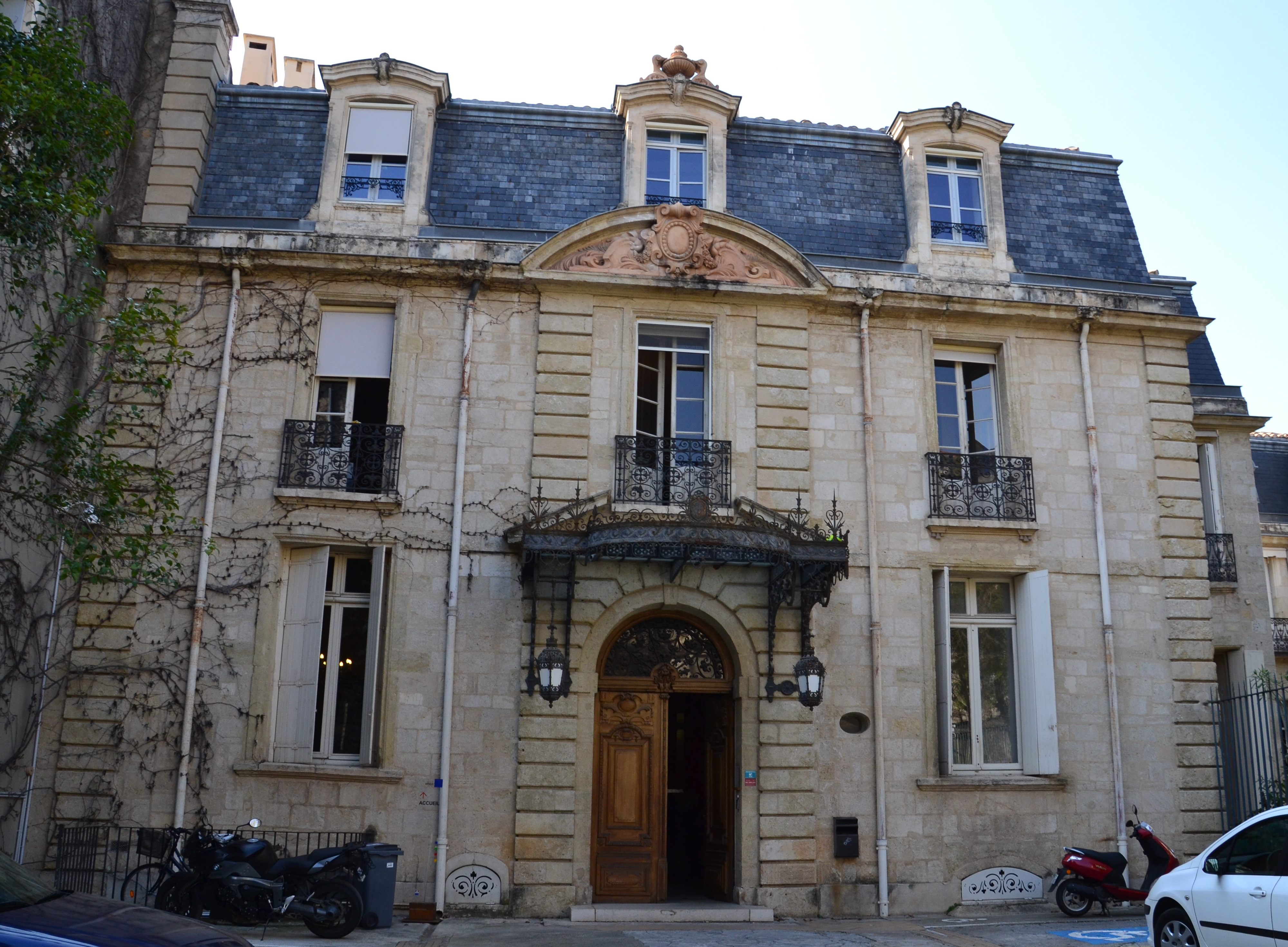
Services de la DRAC à l'hôtel de Grave de Montpellier (Hérault).